# Capella de la Verge Pelegrina
La Capella de la Verge Pelegrina (en gallec: Capela da Virxe Peregrina) és un temple religiós situat a la ciutat de Pontevedra, a Galícia. Es troba en el Camí de Sant Jaume portuguès i està declarada bé d'interès cultural.
Es va començar a construir el 1778 i està dedicada a la Verge que, segons la tradició, guiava els pelegrins des de Baiona fins a Santiago de Compostel·la.

## Descripció
Té planta en forma de vieira, símbol dels pelegrins, amb final en creu. És d'estil barroc tardà amb formes neoclàssiques, així com el seu retaule major, del 1789. La imatge central de la patrona és del segle xix. La façana, amb tres fornícules amb les figures de Sant Roc, Sant Jaume i Santa Maria, té dues torres i una al·legoria de la fe.
A l'entrada hi ha una petxina, que servia de pila d'aigua beneïda, portada pel mariner Casto Méndez Núñez de l'oceà Pacífic. El rellotge de la torre es va instal·lar el 1896, procedent de l'Hospital de San Xoán de Deus. El terra de marbre es va col·locar el 1964, per una donació de Manuel Durán.
Al seu atri hi ha una font amb una estàtua de Teucre.

## Galeria d'imatges

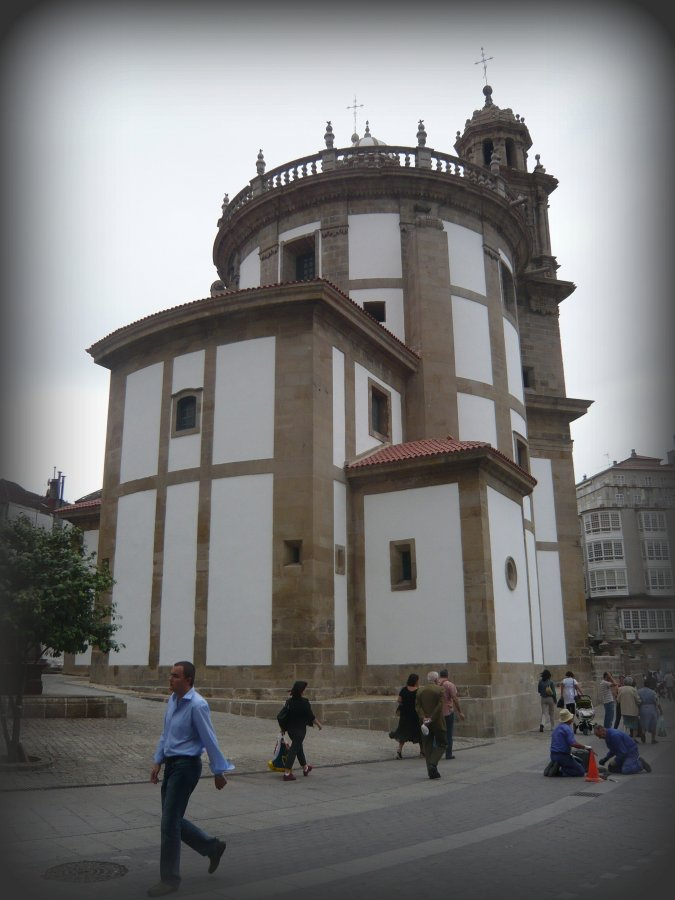
Part posterior
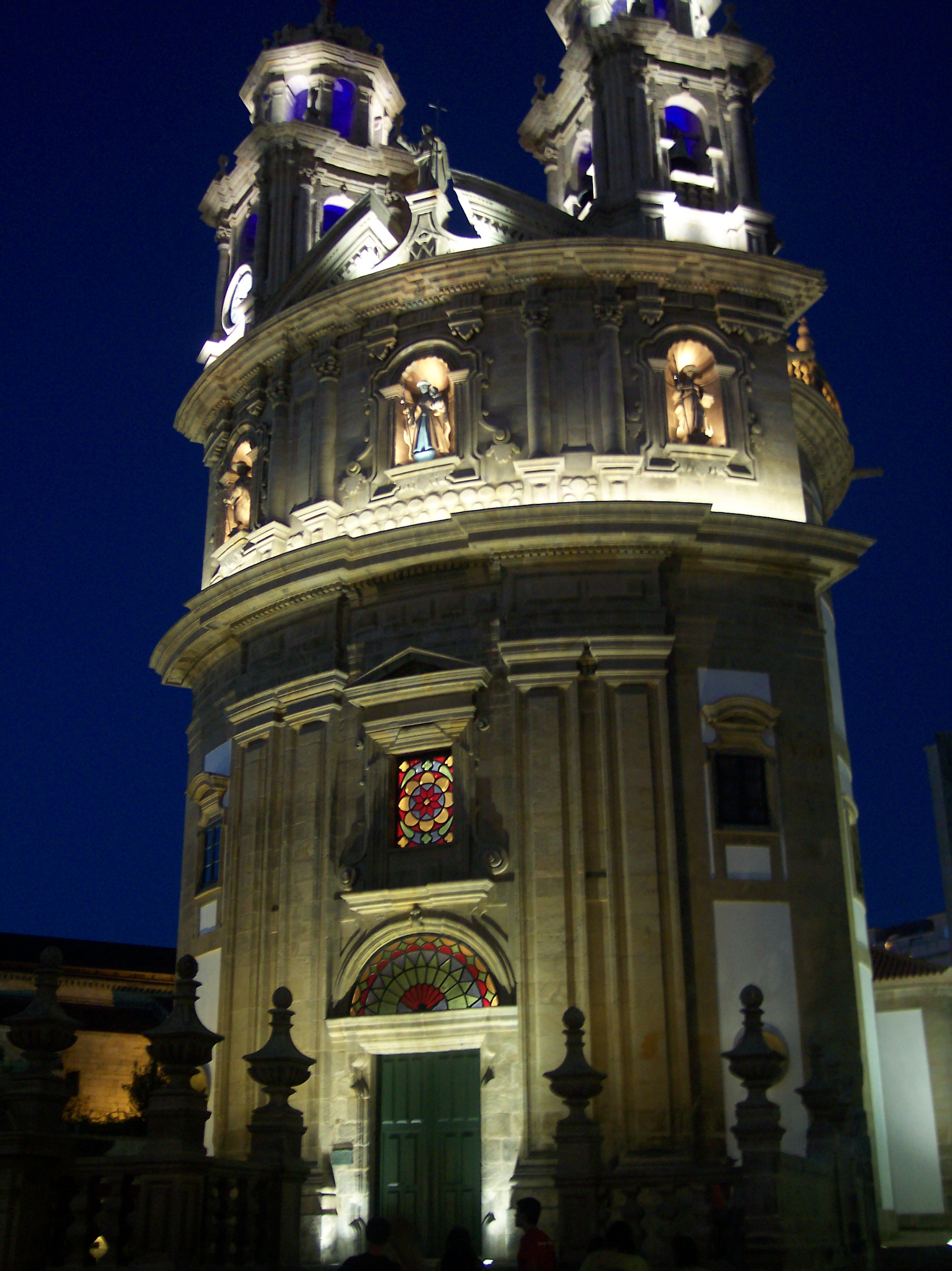
Il·luminació nocturna
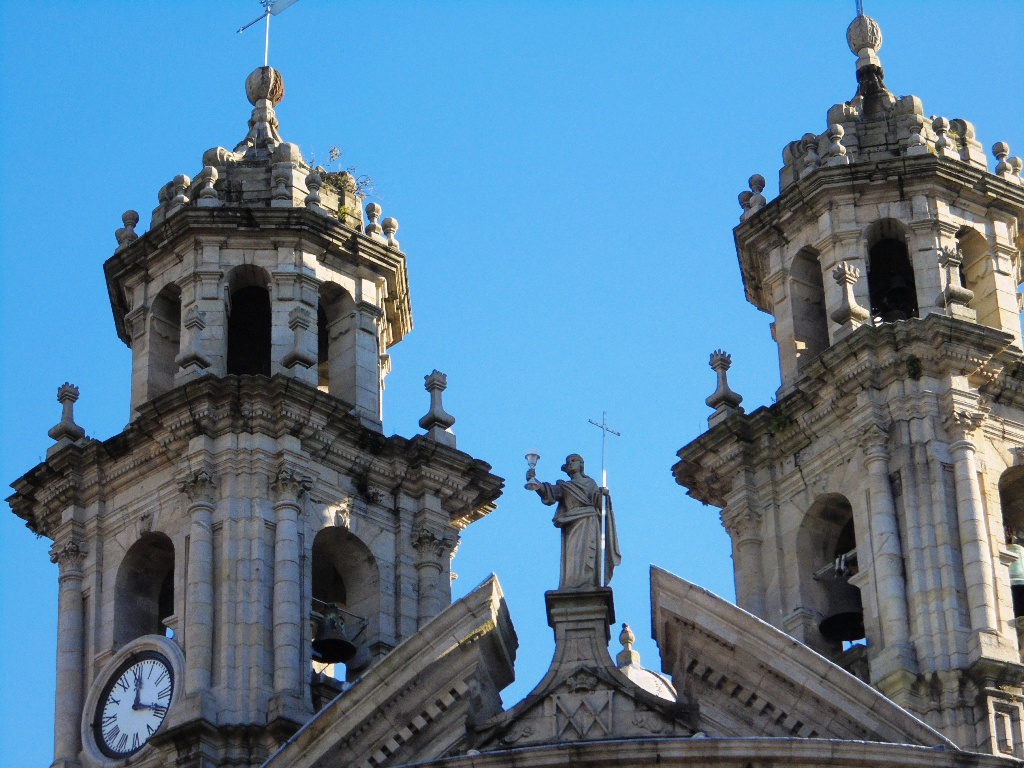
Figura de la fe, entre les dues torres